# Zisterzienserinnenabtei Le Jardin
Die Zisterzienserinnenabtei Le Jardin  war von 1229 bis 1403 ein Kloster der Zisterzienserinnen in Pleurs, einer Gemeinde im Département Marne in Frankreich.

## Geschichte
Das im Jahr 1229 vierzehn Kilometer südöstlich Sézanne bei Pleurs zwischen den Zisterzienserabteien  Le Reclus und Sellières gestiftete Nonnenkloster Le Jardin-Notre-Dame („Mariengarten“; auch Notre-Dame du Jardin-lez-Pleurs, „Unsere Liebe Frau vom Garten bei Pleurs“) bestand bis 1403. Dann fiel die Anlage an die Zisterzienserabtei Jouy, der sie bis zur endgültigen Zerstörung durch die Hugenotten im Jahre 1567 als Grangie diente. Heute zeugt nur noch der Flurname Bois du Jardin (auch Boisjardin) von der einstigen Abtei.

### Handbuchliteratur
- Laurent Henri Cottineau: Répertoire topo-bibliographique des abbayes et prieurés. Band 1. Protat Frères, Mâcon 1935, Sp. 1475–1476.
- Bernard Peugniez: Le Guide Routier de l’Europe Cistercienne. Esprit des Lieux, Patrimoine, Hôtellerie. Editions du Signe, Straßburg 2012, ISBN 978-2-7468-2624-3, S. 131.
- Henri Stein: Bibliographie Générale des Cartulaires Français ou Relatifs à l’Histoire de France (= Manuels de Bibliographie Historique. 4, ZDB-ID 988134-7). Picard, Paris 1907, S. 271, Nr. 1970 (Le Jardin-lez-Pleurs).